# Gravatamberus
Gravatamberus är ett släkte av tvåvingar. Gravatamberus ingår i familjen fjädermyggor.
Kladogram enligt Catalogue of Life:
| Gravatamberus | \| \| Gravatamberus apiculatus \| \| \| \| \| \| Gravatamberus curtus \| \| \| \| \| \| Gravatamberus guatemaltecus \| \| \| \| \| \| Gravatamberus nidularium \| \| \| \| \| \| Gravatamberus pilosus \| \| \| \| |
|               | \| \| Gravatamberus apiculatus \| \| \| \| \| \| Gravatamberus curtus \| \| \| \| \| \| Gravatamberus guatemaltecus \| \| \| \| \| \| Gravatamberus nidularium \| \| \| \| \| \| Gravatamberus pilosus \| \| \| \| |
|               | Gravatamberus apiculatus |
|               | |
|               | Gravatamberus curtus |
|               | |
|               | Gravatamberus guatemaltecus |
|               | |
|               | Gravatamberus nidularium |
|               | |
|               | Gravatamberus pilosus |
|               | |